# Bobby Grim
 Robert "Bobby" Grim  és un pilot estatunidenc de curses automobilístiques nascut el 4 de setembre del 1924 a Coal City, Indiana.
Bobby Grim va córrer a la Champ Car a les temporades 1958-1969 incloent-hi la cursa de les 500 milles d'Indianapolis dels anys 1959-1968 excepte l'edició del 1965.
Grim va morir de càncer el 14 de juny del 1995 a Indianapolis, Indiana.

## Resultats a la Indy 500
| Any  | Cotxe | Sortida | Vel. mitja | Ranking | Final  | Voltes | V. líder | Retirat      |
| ---- | ----- | ------- | ---------- | ------- | ------ | ------ | -------- | ------------ |
| 1959 | 48    | 5       | 144.225    | 6       | 26     | 85     | 0        | Piston       |
| 1960 | 14    | 21      | 143.158    | 25      | 16     | 194    | 0        | a 6 voltes   |
| 1961 | 16    | 24      | 144.029    | 33      | 32     | 26     | 0        | Pistons      |
| 1962 | 18    | 15      | 146.604    | 22      | 19     | 96     | 0        | Pèrdua d'oli |
| 1963 | 26    | 20      | 148.717    | 19      | 25     | 79     | 0        | Pèrdua d'oli |
| 1964 | 16    | 20      | 151.038    | 27      | 10     | 196    | 0        | a 4 voltes   |
| 1966 | 39    | 31      | 158.367    | 33      | 31     | 0      | 0        | Accident     |
| 1967 | 39    | 12      | 164.084    | 14      | 13     | 187    | 0        | Accident     |
| 1968 | 6     | 25      | 162.866    | 25      | 10     | 196    | 0        | a 4 voltes   |
|      |       |         |            |         | Totals | 1059   | 0        |              |

| Curses       | 9 |
| Poles        | 0 |
| Voltes líder | 0 |
| Victòries    | 0 |
| Top 5        | 0 |
| Top 10       | 2 |
| Retirades    | 6 |

## A la F1
El Gran Premi d'Indianapolis 500 va formar part del calendari del campionat del món de la Fórmula 1 entre les temporades 1950 a la 1960.
Els pilots que competien a la Indy durant aquests anys també eren comptabilitzats pel campionat de la F1.
Bobby Grim va participar en 2 curses de F1, debutant al Gran Premi d'Indianapolis 500 del 1959.

### Palmarès a la F1
- Participacions: 2
- Poles: 0
- Voltes Ràpides: 0
- Victòries: 0
- Podiums: 0
- Punts vàlids per la F1: 0